# 20 Years of Jethro Tull: Highlights
20 Years of Jethro Tull: Highlights (1988) es una compilación de 21 canciones que habían sido incluidas previamente en el box set 20 Years of Jethro Tull, del grupo de rock progresivo Jethro Tull. 

## Lista de temas

### Versión en doble LP
| #   | Título                                                                                      | Autor                            | Interpretaciones | Tiempo | Año de grabación                  |
| --- | ------------------------------------------------------------------------------------------- | -------------------------------- | ---------------- | ------ | --------------------------------- |
| 1.  | "Stormy Monday Blues" (grabado en vivo para la BBC)                                         | (Eckstime / Crowder / Hines)     |                  | 4:05   | 1968                              |
| 2.  | "Love Story" (grabado en vivo para la BBC)                                                  | (Ian Anderson)                   |                  | 2:43   | 1968                              |
| 3.  | "A New Day Yesterday" (grabado en vivo para la BBC)                                         | (Ian Anderson)                   |                  | 4:19   | 1969                              |
| 4.  | "Summerday Sands"                                                                           | (Ian Anderson)                   |                  | 3:45   | 1975                              |
| 5.  | "Coronach" (tema para la serie histórica The Blood of the British, para el UK Channel 4 TV) | (David Palmer)                   |                  | 3:52   | 1986                              |
| 6.  | "March the Mad Scientist"                                                                   | (Ian Anderson)                   |                  | 1:47   | 1974: grabación 1976: lanzamiento |
| 7.  | "Pibroch (Pee Break)" / "Black Satin Dancer" (instrumental) (en vivo)                       | (Ian Anderson)                   |                  | 4:00   | 1982                              |
| 8.  | "Lick Your Fingers Clean"                                                                   | (Ian Anderson)                   |                  | 2:47   | 1970                              |
| 9.  | "Overhang"                                                                                  | (Ian Anderson)                   |                  | 4:27   | 1988                              |
| 10. | "Crossword"                                                                                 | (Ian Anderson)                   |                  | 3:34   | 1979                              |
| 11. | "Saturation"                                                                                | (Ian Anderson)                   |                  | 4:23   | 1974                              |
| 12. | "Jack A Lynn"                                                                               | (Ian Anderson)                   |                  | 4:41   | 1981                              |
| 13. | "Motoreyes"                                                                                 | (Ian Anderson)                   |                  | 3:39   | 1982                              |
| 14. | "Part of the Machine"                                                                       | (Ian Anderson)                   |                  | 6:54   | 1988                              |
| 15. | "Mayhem, Maybe"                                                                             | (Ian Anderson)                   |                  | 3:04   | 1981/1988                         |
| 16. | "Kelpie"                                                                                    | (Ian Anderson)                   |                  | 3:32   | 1979                              |
| 17. | "Under Wraps 2"                                                                             | (Ian Anderson)                   |                  | 2:14   | 1984                              |
| 18. | "Wond'ring Aloud" (en vivo)                                                                 | (Ian Anderson)                   |                  | 1:58   | 1987                              |
| 19. | "Dun Ringill" (en vivo)                                                                     | (Ian Anderson)                   |                  | 3:00   | 1987                              |
| 20. | "Life Is a Long Song"                                                                       | (Ian Anderson)                   |                  | 3:17   | 1971                              |
| 21. | "Nursie"                                                                                    | (Ian Anderson)                   |                  | 1:32   | 1972                              |
| 22. | "Grace"                                                                                     | (Ian Anderson)                   |                  | 0:33   | 1975                              |
| 23. | "Witch's Promise"                                                                           | (Ian Anderson)                   |                  | 3:50   | 1970                              |
| 24. | "Teacher"                                                                                   | (Ian Anderson)                   |                  | 4:43   | 1970                              |
| 25. | "Living in the Past" (en vivo)                                                              | (Ian Anderson)                   |                  | 4:07   | 1987                              |
| 26. | "Aqualung" (en vivo)                                                                        | (Ian Anderson / Jennie Anderson) |                  | 7:43   | 1982                              |
| 27. | "Locomotive Breath" (en vivo)                                                               | (Ian Anderson)                   |                  | 6:00   | 1982                              |

### Versión en CD
En la posterior versión en CD solo se incluyeron 21 temas de los 27 que, inicialmente, venían incluidos en el doble LP.
| #   | Título                                              |
| --- | --------------------------------------------------- |
| 1.  | "Stormy Monday Blues" (grabado en vivo para la BBC) |
| 2.  | "Love Story" (grabado en vivo para la BBC)          |
| 3.  | "A New Day Yesterday" (grabado en vivo para la BBC) |
| 4.  | "Summerday Sands"                                   |
| 5.  | "March the Mad Scientist"                           |
| 6.  | "Witch's Promise"                                   |
| 7.  | "Living in the Past" (en vivo)                      |
| 8.  | "Aqualung" (en vivo)                                |
| 9.  | "Locomotive Breath" (en vivo)                       |
| 10. | "Lick Your Fingers Clean"                           |
| 11. | "Overhang"                                          |
| 12. | "Crossword"                                         |
| 13. | "Jack A Lynn"                                       |
| 14. | "Kelpie"                                            |
| 15. | "Part of the Machine"                               |
| 16. | "Mayhem, Maybe"                                     |
| 17. | "Wond'ring Aloud" (en vivo)                         |
| 18. | "Dun Ringill" (en vivo)                             |
| 19. | "Life Is a Long Song"                               |
| 20. | "Nursie"                                            |
| 21. | "Grace"                                             |